# San Jerónimo Coyula
San Jerónimo Coyula es una localidad del estado mexicano de Puebla. Es parte del municipio de Atlixco.

## Toponimia
El nombre «San Jerónimo» hace referencia al santo patrono de la localidad: Jerónimo de Estridón. El nombre «Coyula» proviene de los términos en náhuatl Coyolli, cascabel; tla, abundancia. Su significado es «donde abundan los cascabeles».

## Demografía
| Gráfica de evolución demográfica |
|                                  |

| Censo | Población |
| ----- | --------- |
| 1900  | 998       |
| 1910  | 1 216     |
| 1921  | 918       |
| 1930  | 1 323     |
| 1940  | 1 406     |
| 1950  | 1 483     |
| 1960  | 1 955     |
| 1970  | 2 380     |
| 1980  | 3 507     |
| 1990  | 5 374     |
| 1995  | 5 818     |
| 2000  | 6 515     |
| 2005  | 6 410     |
| 2010  | 6 622     |
| 2020  | 7 750     |